# Netisjyn
Netishyn (ukrainsk: Нетішин, russisk: Нетешин, polsk: Niecieszyn) er en by i Shepetivka rajon i Khmelnytskyj oblast (provins), i den vestlige del af Ukraine. Den ligger ved floden Horyn. Netishyn er vært for administrationen af Netishyn hromada, en af hromadaerne i Ukraine.
Netishyn er hjemsted for Khmelnytskyj atomkraftværk.
Indtil 18. juli 2020 var Netishyn regnet som en by af regional betydning  og hørte ikke til rajon. I juli 2020 blev byen Netishyn som led i Ukraines administrative reform, der reducerede antallet af rajoner i Khmelnytskyi Oblast til tre, lagt sammen med Shepetivka Rajon.
Byen har en befolkning på omkring 36.661 (2021).

## Galleri
|         |
| Centrum |

|              |
| Independence |

|           |
| Kurchatov |

|              |
| Independence |

|             |
| Kathedralen |

|  |
|  |

|                          |
| Ærkeenglen Mikaels Kirke |

| ]                                      |
| Blok nr. 1 Khmelnytskyj atomkraftværk] |